# オルタンス・マンチーニ
オルタンス・マンチーニ（Hortense Mancini, 1646年 - 1699年11月9日）は、イングランド・スコットランド国王チャールズ2世の愛妾。オルテンシア（Ortensia）とも呼ばれた。ミケーレ・マンチーニとジェローラマ・マザリーニの四女で、ジュール・マザラン枢機卿は伯父に当たる。マザリネットの1人で姉にラウラ、オリンピア、マリー、妹にマリー・アンヌがいる。

## 生涯
男爵家の美しい5人姉妹の1人としてローマで生まれる。6歳の時にフランスへ移った。亡命していたチャールズ2世にプロポーズされたが、国も資産もない彼を歯牙にもかけないマザランが断った。サヴォイア公からも求婚されるが、マザランが持参金に城を用意するのを断ることで破談になる。ロレーヌ公との縁談も持参金がらみで破談になっている。
しかし、15歳になるとすぐ、当時の富豪の1人であるラ・メイユライエ公アルマン＝シャルル・ド・ラ・ポルトと結婚させられた。結婚と同時にアルマン＝シャルルはマザラン公となり、結婚後まもなくして亡くなったマザランの所有していたマザラン邸や多くの絵画コレクションを相続することになった。結婚生活はすぐに破綻、若く美しいオルタンスは宮廷の人気者であり、アルマンはオルタンスが男性と同行するのを禁じ、隠れてオルタンスの恋人の身辺を調査した。1666年6月に夫と自分の家族の元から逃げ出し、姉マリーの元へ向かった。ルイ14世はオルタンスの保護者であることを宣言し、2万4000リーブルの年金を支払った。
オルタンスはオート＝サヴォワへ城を構え、作家や哲学者、芸術家を集めパトロンになった。オルタンスは自分を正当化する回顧録を出版し、夫がいかに支配的で独占欲が強く、金遣いが荒いか書き記した。マルグリット・ド・ヴァロワを除くと、オルタンスと姉マリーは、フランスで最初に回顧録を出版した女性である。
男装を好み、剣と銃を携える彼女の冒険談が、ヨーロッパ中のいたるところに伝わるほど有名だった。彼女は多くの愛人をもち、その中にはサヴォイア公カルロ・エマヌエーレ2世がいた。彼女は16歳ごろから、バイセクシュアルとしても知られるようになる。
マザランはチャールズ2世がすぐにイングランド国王へ復帰したことを嘆いた。金に困ったマザランはチャールズ2世とオルタンスに500万ルーブルの持参金を要求しているがオルタンスはこの申し出を断っている。その後、マザランはルイ14世からの年金を含むオルタンスの資金を凍結させてしまう。チャールズ2世に資金凍結問題を解決してもらうため、1675年にオルタンスはメアリー・オブ・モデナに会うためと口実を作りイングランドへ渡り、間もなくチャールズ2世から4000ポンドの年金を貰い愛妾となっているが、イングランドでもオルタンスは多くの愛人を持ち、モナコ大公を愛人にすると、チャールズ2世は彼女の年金支払いを打ち切っている。しかしチャールズ2世は2.3日後に年金を支払うとしているが、これはチャールズ2世の愛妾としての終わりを意味していた。しかし、2人は友人としてチャールズ2世の死まで良い関係を続けた。
1699年、チェルシーの自宅で死去。夫アルマン＝シャルルとの間に生んだ息子ポール＝ジュールがマザラン公位を継承。オルタンスの玄孫ルイーズ・ドーモンがモナコ公オノレ4世と結婚したことでマザラン公爵位その他の称号・資産はモナコ公家に相続された。